# آيت موسى أوعمر (آيت موسى أوعمر)
آيت موسى أوعمر هو دُوَّار يقع بجماعة عين جوهرة، إقليم الخميسات، جهة الرباط سلا القنيطرة في المملكة المغربية. ينتمي الدوّار لمشيخة آيت موسى أوعمر التي تضم 3 دواوير. يقدر عدد سكانه بـ 1248 نسمة حسب الإحصاء الرسمي للسكان والسكنى لسنة 2004.

## وصلات خارجية
- البوابة الوطنية للجماعات الترابية
- المندوبية السامية للتخطيط